# مستنقع ملحي

المستنقع الملحي أثناء المد والجزر.

المستنقع الملحي أو سبخة مالحة (بالإنجليزية: Salt marsh)‏، هو مستنقع به ماء ملحي ويُغطى بنباتات قصبية وملحية. تًعتبر المستنقعات الملحية شكل من أشكال الإرسابات البحرية، وهي عبارة عن مسطحات رملية مغمورة وموازية لخطوط الساحل ذو البيئة الرسوبية الهادئة، غالباً ما تتواجد وتنتشر هذا النوع من المستنقعات في المناطق ذات نشاط مد وجزر وعند مصب الأودية بالخصوص، تشتهر هذه المستنقعات الملحية بكونها البيئة المُلائمة لنمو الطحالب والنباتات البحرية. مستوى المياه في المستنقعات الملحية يكون مرتبطاً بتغير مستويات المد والجزر ومرتبط أيضاً بالعواصف البحرية المؤدية إلى هجوم الأمواج البحرية. وكثيراً ما تؤدي هذه الظواهر إلى تكوين حواجز بحرية نتيجة تراكم الرمال بها، الشيء الذي ينتج عنه تقسيم خط الساحل إلى قسمين وتنفصل المستنقعات عن خط الساحل لتتحول في نهاية المطاف إلى سبخات موسمية بسبب تبخر المياه فيها.